# 4

4(사, four)는 3보다 크고 5보다 작은 자연수다. 또한 수를 표기하기 위한 숫자이기도 하다.

## 수학
- 가장 작은 합성수로, 그 약수는 1, 2, 4로 총 3개다. 약수가 3개인 가장 작은 자연수다.
  - 4의 진약수의 합은 3이므로, 4는 부족수다.
  - 4는 가장 작은 반소수다. 다음 반소수는 6이다.
  - 4는 가장 작은 소피 제르맹 반소수로, {\displaystyle 4\times 2+1}의 값인 9도 반소수다. 다음 소피 제르맹 반소수는 10이다.
- 4 이하의 모든 자연수의 곱(계승)은 24다.

({\displaystyle 4!=1\times 2\times 3\times 4=24})
- 4는 2번째 제곱수(22)다. 다음 제곱수는 9다.
  - {\displaystyle {\sqrt {4}}} = 2
- 4는 3번째 고도 합성수로, 약수가 3개인 가장 작은 자연수다. 앞의 고도 합성수는 2, 다음은 6이다.
- 4는 5번째 트리보나치 수다. 앞의 트리보나치 수는 2, 다음은 7이다.
- 4는 7번째 테트라나치 수다. 앞의 테트라나치 수는 2, 다음은 8이다.
- 4는 3번째 뤼카 수다. 앞의 뤼카 수는 3, 다음은 7이다.
- 4는 3번째 모츠킨 수다. 앞의 모츠킨 수는 2, 다음은 9다.
- 4는 2번째 중심있는 삼각수다. 다음 중심있는 삼각수는 10이다.
- 4는 2번째 사면체수다. 다음 사면체수는 10이다.
- 4는 3번째 케이크 수다. 앞의 케이크 수는 2, 다음은 8이다.
- 4의 제곱은 16이고, 4의 제곱근은 2, -2이다.
- 4는 자릿수 제곱합이 제곱수인 4번째 자연수다. 이 성질을 지닌 앞의 수는 3, 다음 수는 5다. (OEIS의 수열 A175396)
- 4를 포함하는 피타고라스 수:
  - {\displaystyle 3^{2}+4^{2}=5^{2}}
- 4의 배수는 아래와 같이 10의 자리와 1의 자리로 판별할 수 있다.
  - 10의 자리가 짝수인 경우는 1의 자리가 0, 4, 8 중의 하나. (한 자리 수이거나 10의 자리가 0인 경우를 포함한다.)
  - 10의 자리가 홀수인 경우는 1의 자리가 2 또는 6
- 정사면체는 가장 적은 면을 가진 정다면체다.
- 평면 상에 그려진 지도를 칠하는데는 4가지 색이면 충분하다.(4색 정리)
- 평면 위의 좌표값이 위치한 그래프를 x축, y축의 부호에 따라 나누는 것을 사분면이라 한다. 제1사분면은 x,y의 부호가 모두 양수인 영역, 제2사분면은 x의 부호만 음수인 영역, 제3사분면은 x,y의 부호가 모두 음수인 영역, 제4사분면은 y의 부호만 음수인 영역이다.
- 사각형의 변의 개수는 4개다.
- 4는 오진법의 마지막 수다. 4 다음에 5가 오는 것은 육진법부터 해당한다.
- 덧셈, 뺄셈, 곱셈, 나눗셈을 가리켜 사칙연산이라고 부른다.
- 부등호 표시는 4개이다. {\displaystyle x\leq y}는 x는 y 이하라 하고, {\displaystyle x\geq y}는 x는 y 이상이라 하며, {\displaystyle x<y}, {\displaystyle x>y}는 각각 x는 y 미만, x는 y 초과라 한다.
- 수의 대소 관계는 이상(以上), 이하(以下), 미만(未達), 초과(超過)가 있다.
- {\displaystyle 2+2=2\times 2=2^{2}=4}
- 허수 {\displaystyle i}({\displaystyle {\sqrt {-1}}})는 4제곱을 주기로 계속 반복된다. i의 제곱은 -1, 세제곱은 -i, 네제곱은 1이다.
- 4자리의 숫자는 1000부터 9999까지이다.

## 과학
- 베릴륨(Be)의 원자번호.
- 태양계의 4번째 행성은 화성이다.
- DNA는 아데닌(A), 구아닌(G), 티민(T), 시토신(C) 4종류의 염기로 구성되어 있다.
- 포유류의 다리는 4개다. (다만, 인간 등은 다리가 2개이다.)
- 포유류의 심장은 우심방, 우심실, 좌심방, 좌심실의 4개의 방으로 나뉘어 있다.
- 곤충의 날개는 대개 4개다.
- 지구 내부는 지각, 맨틀, 외핵, 내핵의 4개의 층으로 이루어져 있다.
- 플루오린의 전기음성도는 약 4다.
- NGC 4: 물고기자리 방향에 있는 렌즈형은하.

## 기술
- 자동차의 바퀴는 대개 4개다.
- 인쇄 시에는 CMYK의 4색을 이용한다.
- 방이나 가구, 책 등은 대개 사각형 모양이다.
- 소유스 4호(영어판): 1969년 1월 14일 발사한 소련의 우주선.

## 교통

### 철도
- 수도권 전철 4호선
- 부산 도시철도 4호선

### 도로
- 고속도로
  - 주간고속도로 제4호선: 플로리다주 탬파에서 데이터나비치까지 이어지는 미국의 주간고속도로.
  - 유럽 고속도로 4호선(영어판): 핀란드 토르니오에서 스웨덴 헬싱보리까지 이어지는 유럽 고속도로.
  - 아시안 하이웨이 4호선
- 국도 제4호선
  - 대한민국 4번 국도: 전북특별자치도 부안군 하서면에서 경상북도 경주시 감포읍까지 이어지는 대한민국의 국도.
  - 일본 4번 국도: 도쿄도 주오구에서 아오모리현 아오모리시까지 이어지는 일본의 국도.
- 기타 도로
  - 현도 제4호선

## 문화유산
- 대한민국의 국보 제4호: 여주 고달사지 승탑
- 대한민국의 보물 제4호: 안양 중초사지 당간지주
- 대한민국의 사적 제4호: 부여 가림성

## 방송
- 스카이라이프의 JTBC 채널 번호.
- 지니 TV와 B tv의 롯데홈쇼핑 채널 번호.
- U+ TV의 홈앤쇼핑 채널 번호.
- KT HCN의 신세계쇼핑 채널 번호.

## 스포츠
- 올림픽, 아시안 게임, FIFA 월드컵, UEFA 유럽 축구 선수권 대회 등은 매 4년마다 열린다.

- 야구
  - 2루수의 수비번호를 나타낸다.
  - 4번 타자는 일반적으로 가장 실력이 좋은 장타자이다.
  - 볼 4개를 얻으면 1루에 진루할 권리가 주어진다.
  - 내야수는 1루수, 2루수, 3루수, 유격수 4명으로 이루어져 있다.
  - 한 타석에서 얻을 수 있는 가장 많은 점수는 4점이며 타자가 만루 홈런을 쳤을 때 얻을 수 있다.

- 축구
  - 2002년 FIFA 월드컵에서 대한민국은 4강에 올랐다.

## 철학
- 동양에서 땅은 네모모양이라고 생각했기 때문에 4각형으로 상징하였다.

## 4자 금기
중국, 일본, 대한민국을 비롯한 동아시아에서는 4가 불길하다고 여긴다. 한자의 死(죽을 사)와 소리가 동일하거나 비슷하기 때문이다.
대한민국의 건물에서 3층에서 4층 없이 바로 5층으로 가거나 F(Four)층으로 가는 경우가 있으며, 아파트의 동호수에 4를 넣지 않는 아파트도 있다.

## 기타

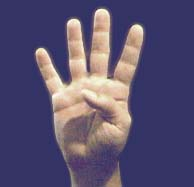
손가락 셈
아라비아 숫자 4
한자 숫자 四

- 연도: 4년, 기원전 4년
- 대한민국에는 봄, 여름, 가을, 겨울의 사계절이 있다.
- 동, 서, 남, 북의 네 방위가 있다.
- 문방사우(文房四友)는 지(紙), 필(筆), 연(硯), 묵(墨)이다.
- 사군자(四君子)는 매화, 난초, 국화, 대나무이다.
- 일본에는 큐슈, 시코쿠, 혼슈, 홋카이도의 4가지 큰 섬으로 이루어져 있다.
- 일본의 시코쿠는 도쿠시마현, 가가와현, 에히메현, 고치현의 4개 현이 있다.
- 태극기에는 건, 곤, 감, 이의 사괘가 그려져 있다.
- 사신은 청룡, 백호, 주작, 현무이다.
- 사서(四書)는 대학, 중용, 논어, 맹자를 묶어서 부르는 이름이다.
- 사천왕은 불교에서 수미산에 있는 사왕천의 주신이다.
- 불교에서 생로병사의 네 가지 고통을 말하기도 한다.
- 불교에서 사성제는 네 가지의 성스러운 진리인 고성제, 집성제, 멸성제, 도성제이다.
- 신약성서에서 사복음서는 마태오의 복음서, 마르코의 복음서, 루가의 복음서, 요한의 복음서이다.
- 서양에서는 불, 공기, 물, 땅을 사원소라 부른다.
- 바이올린, 비올라, 첼로, 콘트라베이스, 우쿨렐레의 줄은 4개다.
- 바이올린 1, 바이올린 2, 비올라, 첼로의 합주를 현악 4중주라 한다.(바이올린, 비올라, 첼로, 콘트라베이스인 경우도 있다.)
- 대한민국과 대만, 홍콩, 싱가포르를 "아시아의 네 마리 용"이라 부른다.
- 대한민국의 대학교는 4학년까지 있다. (단기대학:2학년~3학년, 건축 대학:5학년, 의과 대학:6학년)
- 조선민주주의인민공화국의 인민학교는 4학년까지 있다.
- 1년을 사분기로 나누기도 하는데 분기는 3개월 단위로 구분한다. 따라서 1년 동안에 4개의 분기가 있으며, 각 분기마다 1/4분기 (1월, 2월, 3월), 2/4분기 (4월, 5월, 6월), 3/4분기 (7월, 8월, 9월), 4/4분기 (10월, 11월, 12월)로 부르기도 한다.
- 프랭클린 D. 루스벨트는 미국의 유일한 4선 대통령이다.
- 4로 나누어떨어지는 해는 윤년이다. (다만, 그레고리력에서, 400으로는 나누어떨어지지 않고, 100으로는 나누어떨어지는 해는 평년이다.)
- 동양의 전설은 사신 (신화), 사흉, 사령이 있다.
- 대한민국의 대학교 한 학기는 총 4개월이다.
- 2000년 이후 태어난 여자의 주민등록번호 일곱번째 자리는 4다.
- 과거에는 불, 물, 땅, 공기 사원소로 이루어져 있다고 생각했다.(사원소설)
- 대한민국의 전화번호 뒷자리는 총 4자리이다. (0000 ~ 9999)
- 대한민국의 차량번호는 총 4자리이다.